# Ctenopelma balsameae
Ctenopelma balsameae är en stekelart som beskrevs av Barron 1981. Ctenopelma balsameae ingår i släktet Ctenopelma och familjen brokparasitsteklar. Inga underarter finns listade i Catalogue of Life.